# یوتی‌سی ۱۲:۴۵+

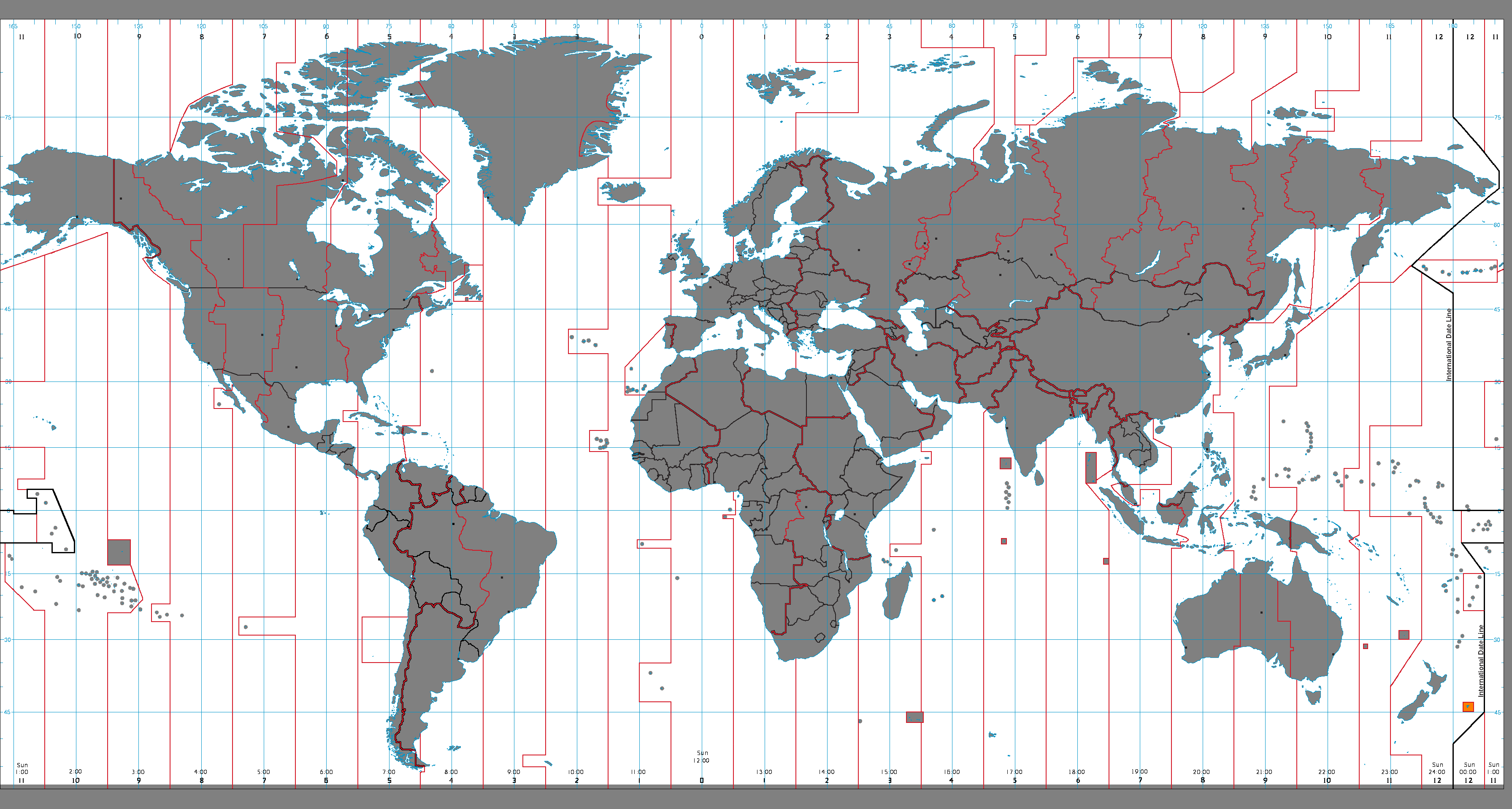
UTC+12:45: آبی (دسامبر), نارنجی (ژوئن), زرد (تمام سال), آبی روشن - محدوده دریا

هم‌اکنون زمان‌بندی گرینویچ به علاوه ۱۲:۴۵+ (به انگلیسی: UTC+12:45) برای اندازه گیری زمان کاربرد دارد.

## زمان استاندارد نیمکره جنوبی
- نیوزیلند
  - جزایر چاتام